# Anolis guamuhaya
Anolis guamuhaya este o specie de șopârle din genul Anolis, familia Polychrotidae, descrisă de Garrido, Pérez-beato și Moreno 1991. Conform Catalogue of Life specia Anolis guamuhaya nu are subspecii cunoscute.